# Fotoproteïna

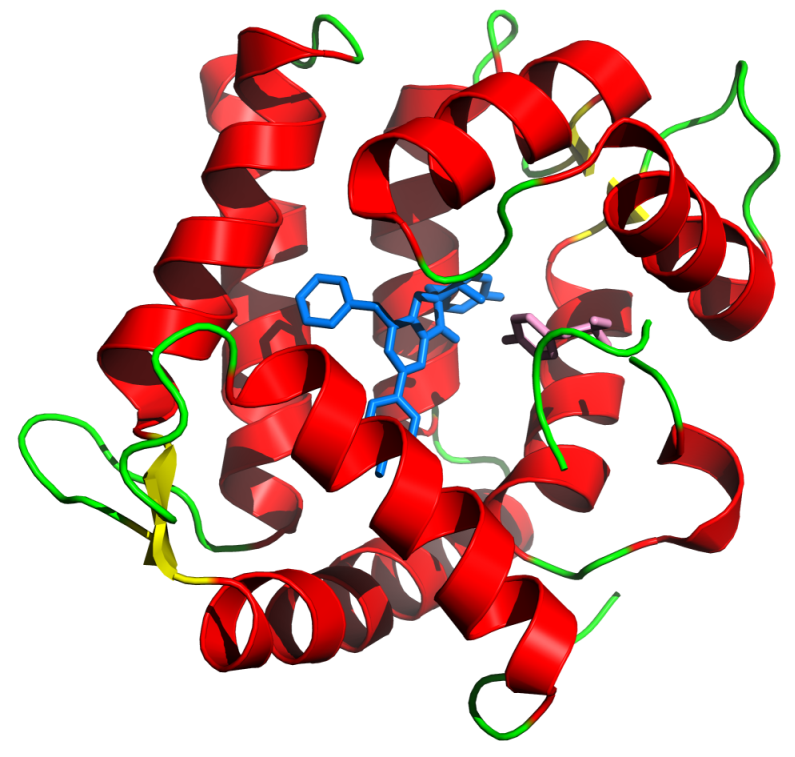
Diagrama de la cinta d'aequorina amb el grup prostètic coelenteracina en blau

Les fotoproteïnes són proteïnes amb capacitat d'emissió de bioluminescència i s'obtenen d'organismes amb aquesta capacitat. Aquestes proteïnes no actuen seguint l'esquema típic que presenta la reacció luciferina-luciferasa, és a dir, la reacció típica enzim-substrat; el mecanisme d'acció d'aquestes proteïnes actua amb la formació d'un complex amb molècules de tipus luciferines; aquests complexos luciferina-fotoproteïna s'activen en presència de factors com Ca2+. Un exemple d'aquest tipus de complex luciferina-fotoproteïna l'és l'aequorina produïda per les meduses de gènere Aequorea.
El terme s'utilitzà per primera volta per a descriure la inusual química del sistema luminescent de Chaetopterus.